# Cistell de monedes

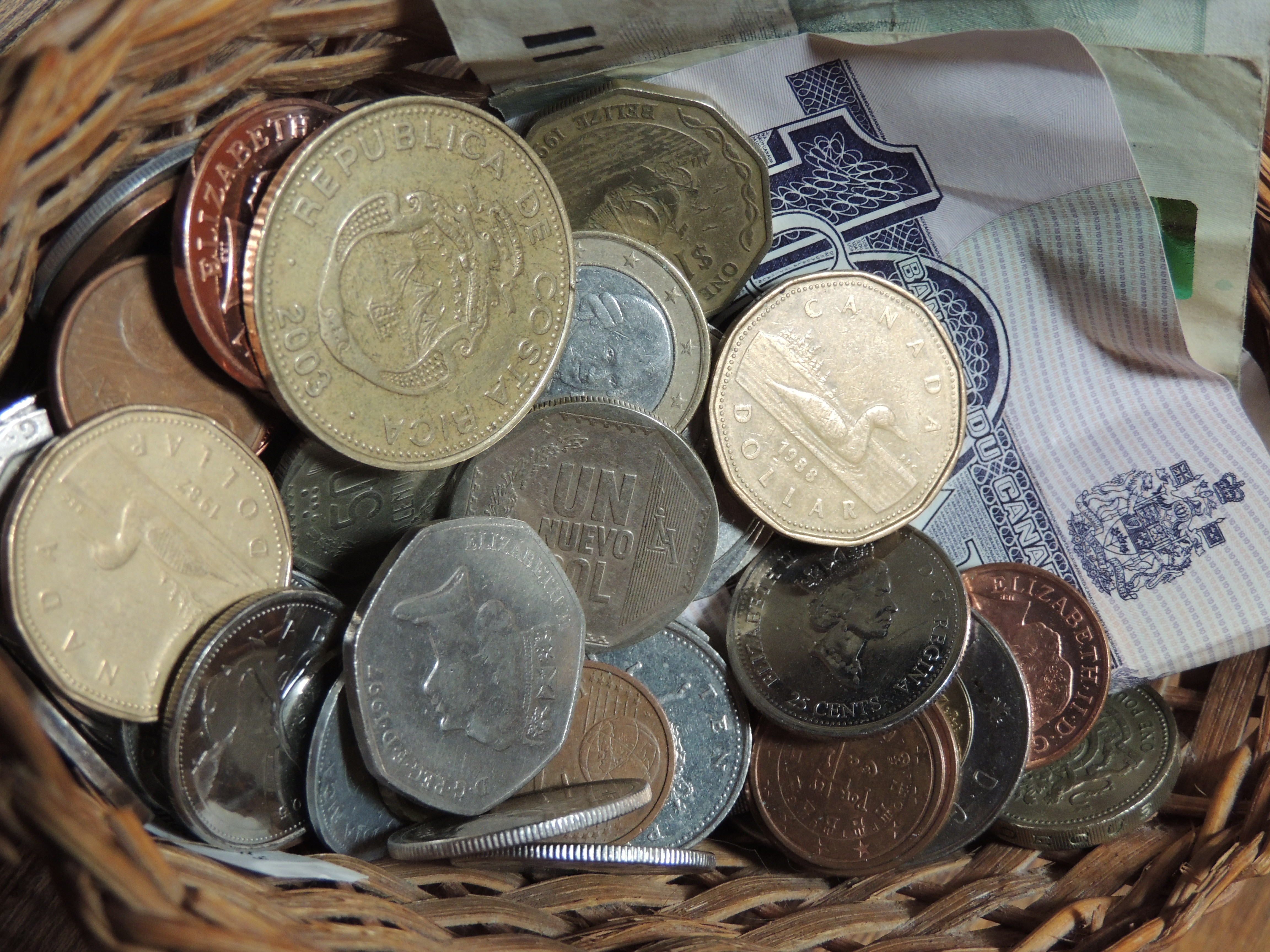

Un cistell de monedes és un conjunt de monedes de diverses procedències, que poden servir per fixar el valor d'una determinada moneda. Un cistell de monedes normalment s'utilitza per minimitzar el risc de fluctuacions de moneda. Un exemple d'un cistell de monedes és la Unitat Monetària Europea que va ser utilitzat pels estats membres de la Comunitat Econòmica Europea com la unitat de compte abans de ser reemplaçat per l'euro. Un altre exemple és els Drets especials de gir del Fons Monetari Internacional.